# Sagittarius serpentarius
Il serpentario o uccello segretario (Sagittarius serpentarius J. F. Miller, 1779) è un grande uccello rapace prevalentemente terrestre. Endemico dell'Africa centro-meridionale, questo uccello abita prevalentemente le praterie aperte e le savane della regione sub-sahariana. John Frederick Miller descrisse la specie nel 1779. Sebbene sia un membro dell'ordine Accipitriformes, che comprende anche molti altri rapaci diurni come nibbi, poiane, avvoltoi e albanelle, questo uccello rappresenta l'unica specie vivente del genere Sagittarius, e della famiglia Sagittariidae.
Il serpentario è un uccello iconico, immediatamente riconoscibile per il suo aspetto inusuale ed elegante. Il corpo non è dissimile da quello di un'aquila, ma le zampe sono lunghe e sottili più simili a quelle di un trampoliere, che danno a questo uccello un'altezza massima di 1,30 metri. Il serpentario non mostra dimorfismi sessuali accentuati. Gli adulti hanno il volto glabro color rosso-arancio, becco giallo con la punta grigio chiaro, ed un piumaggio bianco sporco, con una cresta di penne nere sulla nuca, penne remiganti e piume delle cosce nere.
L'accoppiamento può avvenire in qualsiasi periodo dell'anno, ma tende ad essere più frequente a stagione secca inoltrata. Il nido viene costruito sulla chioma degli alberi, dove viene deposta la covata, che in genere contiene 1-3 uova. Se il cibo è abbondante, tutti e tre i pulcini possono sopravvivere all'involo. Il serpentario caccia e cattura le sue prede a terra, spesso calpestandole e calciandole fino alla morte. La sua dieta comprende soprattutto insetti e piccoli vertebrati.
Sebbene l'areale del serpentario sia molto vasto, i risultati delle indagini localizzate suggeriscono che la popolazione totale stia subendo un rapido declino, probabilmente a causa del degrado dell'habitat. La specie è quindi stata classificata come in Pericolo dall'Unione Internazionale per la Conservazione della Natura (IUCN).
Il serpentario appare sugli stemmi del Sudan e del Sudafrica.

## Descrizione

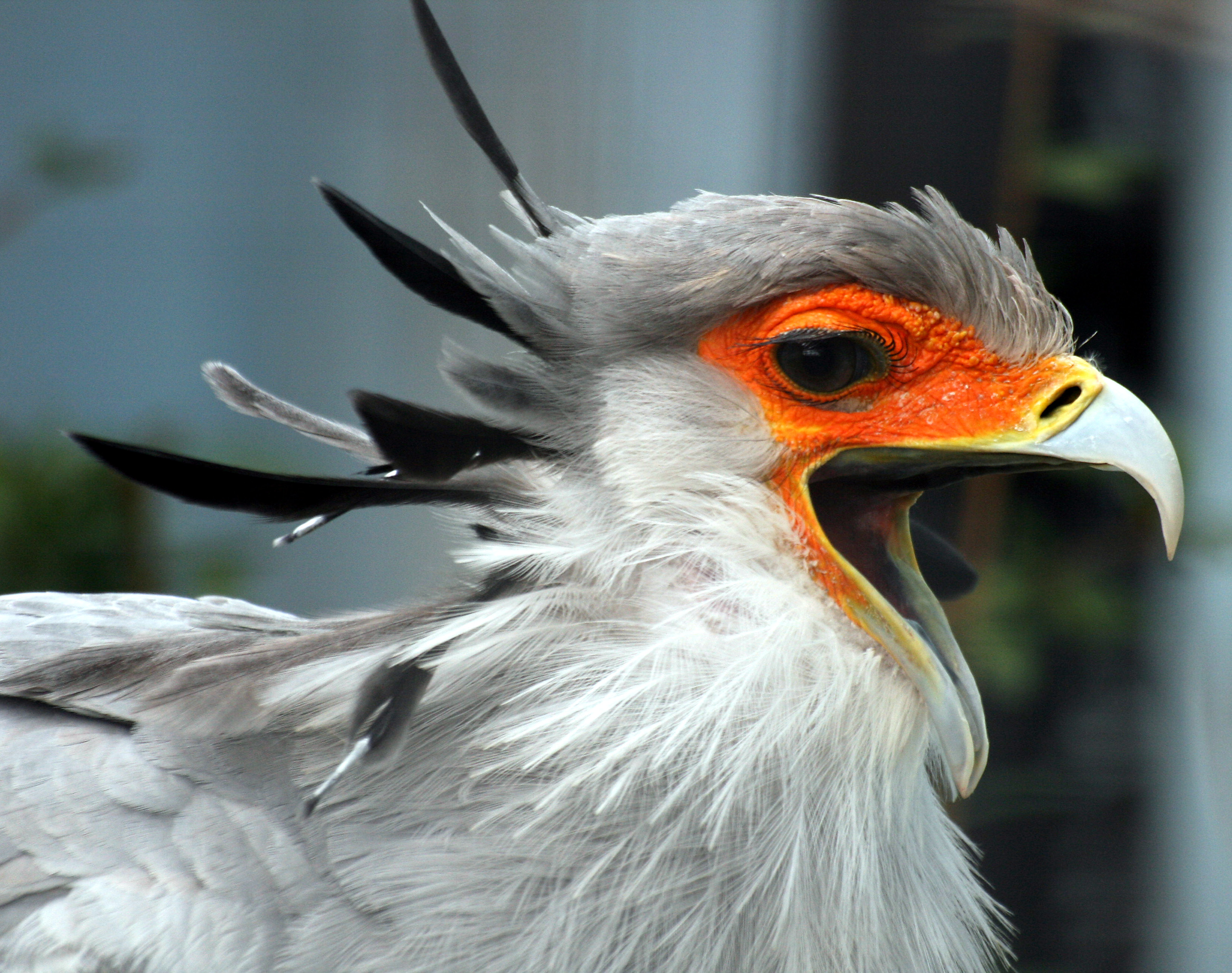
Primo piano della testa, mentre l'uccello allarga la cresta di piume dietro la testa.

Il serpentario è un uccello immediatamente riconoscibile per il suo aspetto inusuale ed elegante. Il corpo non è dissimile da quello di un'aquila, ma le zampe sono lunghe e sottili più simili a quelle di un trampoliere, il che gli conferisce un'altezza di circa 1,30 metri. Un esemplare adulto può raggiungere una lunghezza compresa tra i 112 e i 150 centimetri, per un'apertura alare compresa tra i 191 e i 215 centimetri. Il peso varia da 3,74 a 4,27 kg, con una media di 4,05 kg. Il tarso è lungo in media 31 centimetri e la coda piumata può raggiungere anche i 57-85 centimetri; entrambi contribuiscono a rendere questo uccello più alto e più lungo di qualsiasi altra specie di rapace. Il collo non è particolarmente lungo e l'animale è in grado di abbassarlo solamente fino all'articolazione intertarsale, oltre al quale l'animale deve chinarsi per raggiungere il suolo.
Durante il volo il collo viene disteso in avanti, come nelle cicogne, e dalla coda si estendono due lunghe penne centrali che si estendono oltre i piedi. Il piumaggio del corpo, del collo, della testa, le parti superiori e le copritrici inferiori e mediane delle ali sono di colore bianco sporco o grigio-blu, mentre le parti inferiori e le copritrici sottostanti sono di un grigio più chiaro o grigio-bianco. La cresta è costituita da lunghe piume nere che spuntano dalla nuca. Il piumaggio scapolare, le penne remiganti primarie e secondarie, la groppa ed il piumaggio che ricopre le cosce sono neri, mentre le copritrici della coda sono di colore bianco, anche se in alcuni individui possono essere barrate di nero. La coda è a forma di cuneo e di colore grigio marmorizzato e nera alla base, su cui sono presenti due larghe bande nere, una alla base e l'altra all'estremità, mentre le punte delle penne sono bianche.
Non vi sono particolari dimorfismi tra i sessi, sebbene il maschio tenda ad avere penne della coda più lunghe, più pennacchi sulla nuca, una testa più corta e un piumaggio tendente al grigio-blu. Gli uccelli adulti hanno il volto glabro, privo di piume, e di un colore rosso-arancio vivo, con iridi marrone chiaro, e la cera gialla. Le gambe e i piedi sono di colore grigio rosato, mentre le cosce sono ricoperte di piume nere, su tutta la loro lunghezza, come fossero pantaloncini. Le dita sono corte - circa il 20% della lunghezza di quelle di un'aquila della stessa taglia - e robuste, rendendo l'animale incapace di afferrare oggetti con le zampe. Il primo dito delle zampe (il dito rivolto posteriormente) è piccolo, mentre le tre dita rivolte in avanti sono collegate alla base da una leggera palmatura. I giovani hanno un piumaggio brunastro, volti gialli che si inscuriscono con l'età, penne della coda più corte e iridi grigiastre piuttosto che marroni.
Gli adulti sono solitamente silenziosi, ma possono emettere un profondo gracidio gutturale durante le esibizioni nuziali o quando sono nei loro nidi. I serpentari emettono questo suono quando salutano i propri compagni di ritorno al nido, o durante un'esibizione di aggressività quando combattono contro altri uccelli, a volte gettando la testa all'indietro allo stesso tempo. Quando allarmato, il serpentario può emettere un gracido acuto. Quando sono nel nido le coppie emettono leggeri schiamazzi o fischi. I pulcini emettono un suono acuto, simile ad un "chee-uk-chee-uk-chee-uk", nei loro primi 30 giorni.

## Biologia

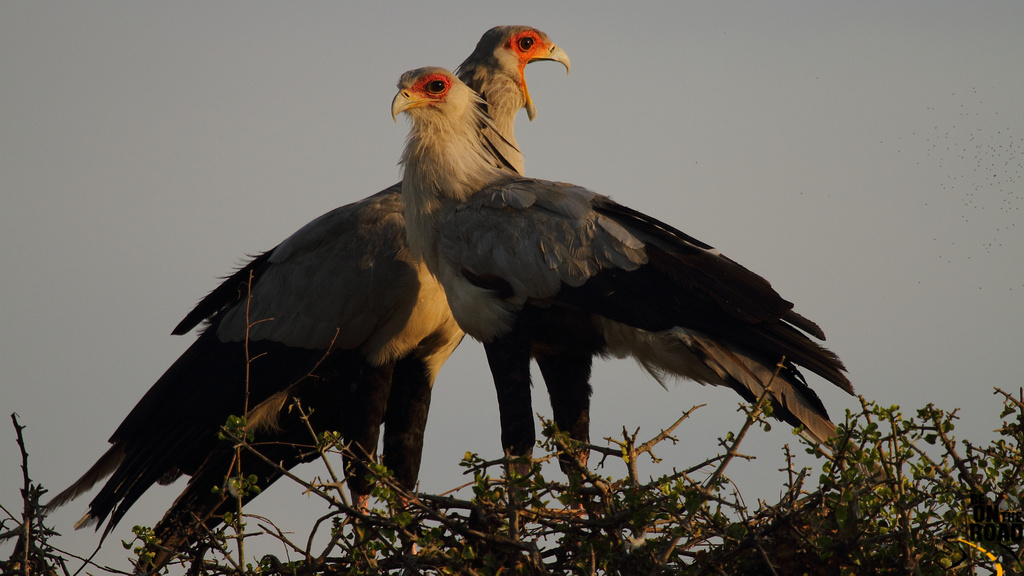
Una coppia nel loro nido

Il serpentario è un uccello prevalentemente solitario, ad eccezione delle coppie e della loro prole. Questi uccelli dormono e nidificano sugli alberi del genere Acacia, Balanites, e anche sui pini introdotti in Sudafrica. La loro giornata inizia 1-2 ore dopo l'alba, generalmente dopo essersi lisciati e puliti il piumaggio. Le coppie dormono insieme nello stesso nido o sullo stesso posatoio, ma cacciano perlopiù separatamente per coprire un maggiore territorio, sebbene restino sempre in vista l'una dell'altra. A terra questi uccelli camminano ad una velocità di 2,5–3 km/h, facendo in media 120 passi al minuto. Dopo aver trascorso gran parte della giornata a terra, i serpentari tornano al nido al tramonto, spostandosi prima sottovento per poi volare controvento. Gli esemplari solitari sono perlopiù maschi scapoli, e generalmente il loro territorio si trova in aree con poche risorse. Al contrario, gruppi che possono contare fino a 50 individui possono essere avvistati in un'area con risorse localizzate, come una pozza d'acqua in un'area asciutta o un'abbondanza di roditori o cavallette in fuga da un incendio.
I serpentari volano con le loro penne primarie aperte per gestire meglio le turbolenze. Come la maggior parte dei rapaci in volo sbattono raramente le ali, facendo invece uso delle correnti termiche. Durante il giorno, usano le correnti ascensionali per salire fino a 3.800 metri di quota.
Si pensa che la durata media della vita per questi uccelli si aggiri intorno ai 10-15 anni in natura. L'esemplare più vecchio conosciuto era un esemplare inanellato quando era ancora un nidiaceo il 23 luglio 2011 a Bloemfontein, e recuperato, dopo 5 anni, a 440 km di distanza a Mpumalanga il 7 giugno 2016, passando poi il resto della vita in cattività dove morì all'età di 19 anni.

### Alimentazione

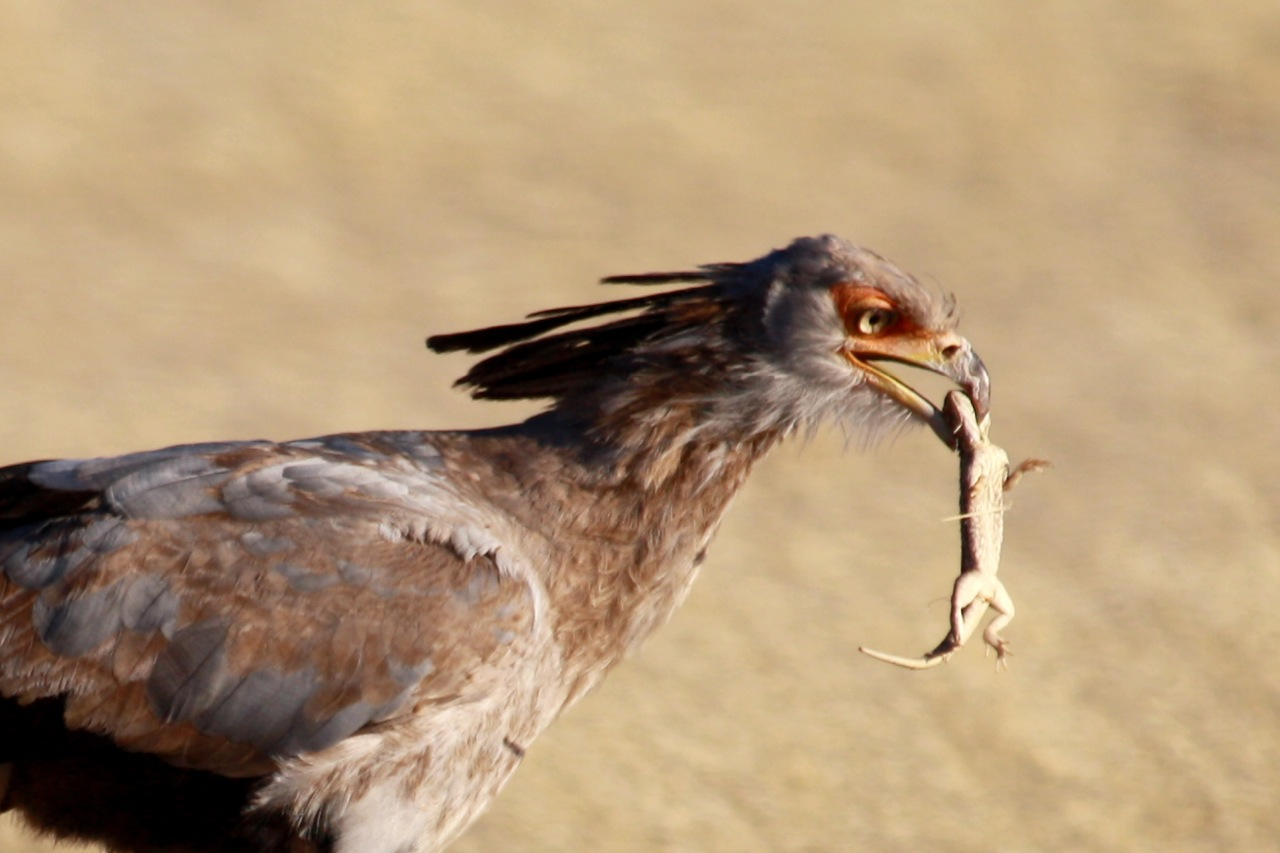
Un esemplare giovane con una lucertola, al parco nazionale di Namib-Naukluft, Namibia

Insieme al caracara, il serpentario è l'unico rapace che caccia le sue prede prevalentemente a terra, utilizzando le lunghe zampe artigliate. Gli adulti cacciano in coppia e, talvolta, come branchi familiari sciolti, per coprire un maggior territorio. La loro dieta è composta da insetti, come locuste e scarafaggi, piccoli mammiferi, come topi, lepri e manguste, granchi, lucertole, serpenti, tartarughe, piccoli uccelli, uova, e talvolta piccoli animali morti negli incendi. Nutrendosi primariamente di piccoli animali i serpentari non attaccano gli erbivori più grandi, sebbene alcune fonti riportino di attacchi da parte di serpentari a giovani gazzelle e cuccioli di ghepardo. L'importanza dei serpenti nella dieta di questi uccelli è stata esagerata in passato, sebbene i serpentari possano essere localmente importanti per il controllo delle popolazioni di serpenti velenosi, come vipere e cobra, predati regolarmente da questi uccelli. I serpentari non si nutrono di carogne.
I serpentari cacciano spesso nell'erba alta, calpestando la vegetazione circostante per far uscire allo scoperto i piccoli animali che vi si nascondono. Durante la caccia, le piume della cresta vengono sollevate, il che può servire sia per spaventare le prede sia per fornire ombra al viso. Una volta individuata la sua preda, l'uccello la inseguirà con le ali spiegate per poi ucciderla colpendola con rapidi calci e colpi d'artiglio. Il becco non viene usato durante la caccia, se non per prede molto piccole, come le vespe che vengono catturate in volo dall'animale direttamente con il becco. Alcuni rapporti affermano che una volta catturata una preda, l'animale spicchi il volo con quest'ultima per poi lasciarla cadere per finirla, anche se tale comportamento non è mai stato documentato o verificato. Anche con le prede più grandi, la preda viene generalmente inghiottita intera grazie alla considerevole apertura del becco di questi uccelli. Occasionalmente, come altri rapaci, le prede vengono fatte a pezzi con il becco mentre vengono tenute ferme con le zampe.
Il cibo che non può essere digerito viene rigurgitato sotto forma di borra di 40–45 millimetri di diametro e 30–100 millimetri di lunghezza. Le borre vengono rigurgitate a terra, solitamente nei pressi del nido o del posatoio dove gli uccelli passano la notte. Il serpentario ha un tratto digerente relativamente corto rispetto a quello dei grandi uccelli africani con diete più generaliste, come l'otarda kori. L'apparato digerente anteriore è specializzato per il consumo di grandi quantità di carne, non avendo necessità di decomporre meccanicamente il cibo. Il gozzo è dilatato e il ventriglio non è molto muscoloso, come in altri uccelli carnivori. L'intestino crasso presenta un paio di cechi vestigiali, inutilizzati in quanto non devono digerire la fermentazione di materiale vegetale.
I serpentari sono specializzati nel calpestare le loro prede fino a quando quest'ultima non viene uccisa o immobilizzata. Questo metodo di caccia è comunemente applicato alle lucertole e ai serpenti. Le lunghe zampe sono ricoperte da squame dure che proteggono l'uccello dai morsi dei serpenti velenosi. Si è scoperto che un maschio adulto addestrato a colpire un serpente di gomma su una piastra per la misurazione della forza, può colpire con una forza pari a cinque volte il proprio peso corporeo, con un periodo di contatto di soli 10-15 millisecondi. Questo breve periodo di contatto suggerisce che questi uccelli facciano affidamento su un targeting visivo superiore per determinare la posizione precisa della testa della preda. Sebbene si sappia poco del suo campo visivo, si presume che sia ampio, frontale e binoculare. I serpentari hanno gambe insolitamente lunghe (quasi il doppio degli altri uccelli terrestri della stessa massa corporea), un adattamento per il metodo di caccia unico e sorprendente di questo uccello. Tuttavia, questi arti così lunghi sembrano anche ridurre la sua efficienza nella corsa. L'ecofisiologo Steve Portugal e colleghi hanno ipotizzato che gli estinti uccelli del terrore, della famiglia Phorusrhacidae, attuassero una strategia di caccia simile a quella di questi uccelli, vista la loro anatomia simile, sebbene non siano strettamente correlati.
I serpentari entrano raramente in conflitto con altri predatori, tranne nel caso delle aquile fulve, che rubano spesso le loro prede. Queste aquile rubano principalmente le prede più grandi, attaccando sia gli uccelli singoli che le coppie. Talvolta le coppie di serpentari riescono a scacciare le aquile e possono persino abbatterle e inchiodarle a terra.
Gli uccelli segretari, come tutti gli uccelli, hanno parassiti del sangue ematozoi che includono Leucocytozoon beaurepairei Dias 1954, registrati nel Mozambico. È stato scoperto che gli uccelli selvatici della Tanzania possiedono Hepatozoon ellisgreineri, un genere unico tra gli ematozoi aviari nella maturazione all'interno dei granulociti, principalmente eterofili. Gli ectoparassiti presenti su questi uccelli includono i pidocchi Neocolpocephalum cucullare (Giebel) e Falcolipeurus secretarius (Giebel).

### Riproduzione

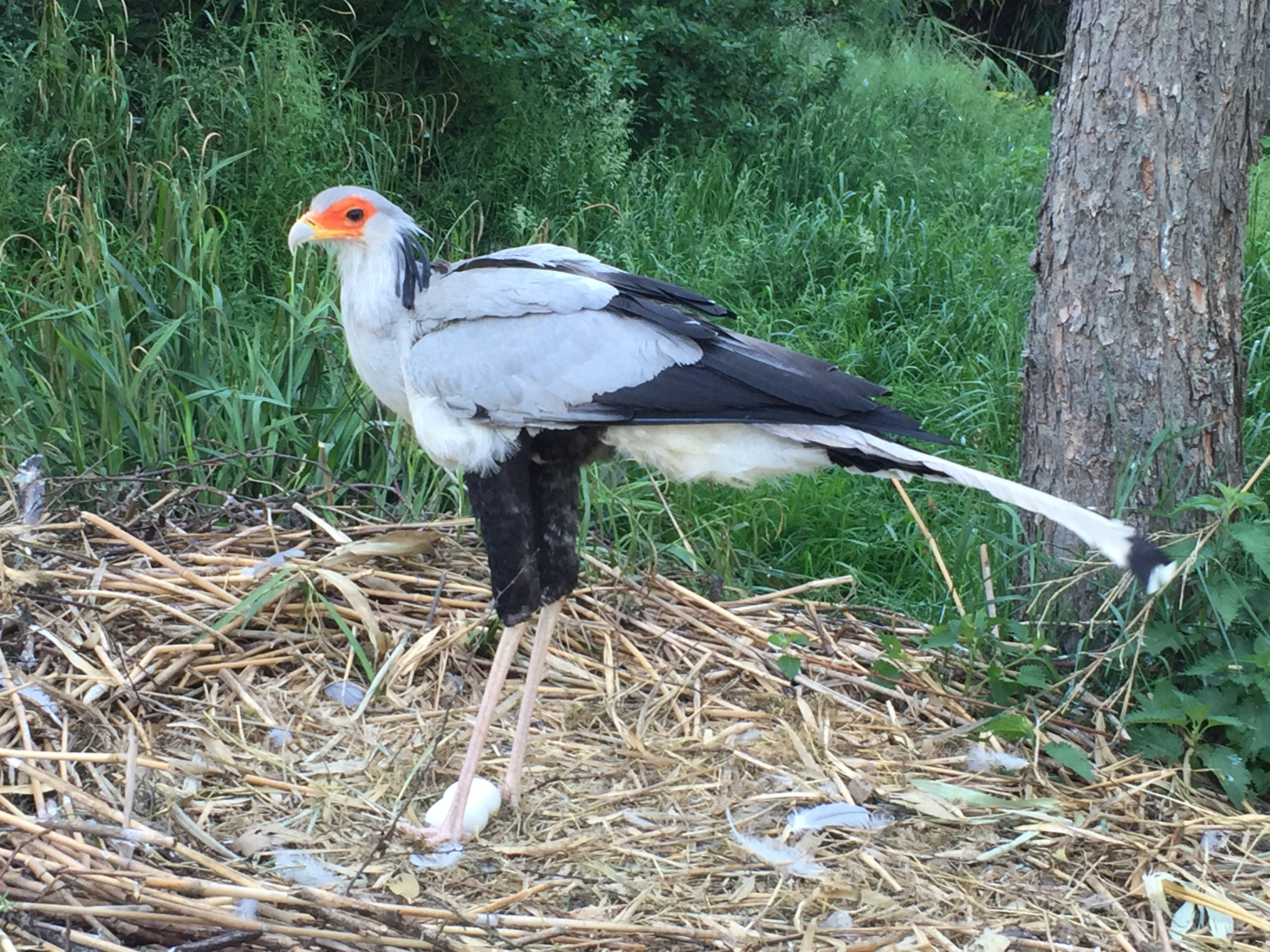
Un serpentario in cattività con due uova nel suo nido, al Pairi Daiza, Belgio

I serpentari formano coppie monogame e difendono un vasto territorio di circa 50 km². Possono riprodursi in qualsiasi periodo dell'anno, più frequentemente a stagione secca inoltrata. Durante il corteggiamento, si esibiscono in una danza nuziale librandosi in volo con schemi di volo ondulati ed emettendo dei gracidii gutturali. Il corteggiamento può avvenire anche al suolo, dove il maschio e la femmina si rincorrono spiegando e richiudendo le ali, che è anche il modo in cui difendono il loro territorio. L'accoppiamento avviene a terra o sugli alberi.
Il nido viene costruito da entrambi, in cima a un fitto albero spinoso, spesso un'acacia, ad un'altezza compresa tra i 2,5 e i 13 metri dal suolo. Il nido è costruito come una piattaforma relativamente piatta di bastoni, di 1,0–1,5 metri di diametro con una profondità di 30–50 centimetri. La depressione poco profonda in cui vengono deposte le uova è spesso fiancheggiata da erba e occasionali pezzi di letame.
Le uova vengono deposte ad intervalli di 2-3 giorni fino a quando la covata di 1-3 uova è completa, sebbene il terzo uovo sia quasi sempre non fecondato. Le uova sono allungate, di colore verde bluastro gessoso o bianco, e lunghe in media 78 millimetri × 57 millimetri per un peso di 130 grammi. Entrambi i genitori covano le uova, iniziando non appena viene deposto il primo uovo, ma di solito è la femmina che rimane sul nido durante la notte. Il genitore che cova saluta il suo partner di ritorno al nido con un'esibizione di inchini e dondolamenti della testa con il collo teso. La coda è tenuta in posizione verticale con le piume aperte e le penne del petto gonfie.
Le uova si schiudono dopo circa 45 giorni ad intervalli di 2-3 giorni ed entrambi i genitori provvedono al nutrimento dei pulcini. Gli adulti rigurgitano il cibo sul pavimento del nido, per poi imboccare i pulcini. Per le prime 2 o 3 settimane dopo la schiusa delle uova, i genitori si alternano per rimanere nel nido con i pulcini. Nonostante la differenza nelle dimensioni dei nidiacei per via della schiusa asincrona, i casi di aggressività e comportamenti fratricidi sono piuttosto rari. In condizioni favorevoli tutti e tre i pulcini raggiungono l'impennamento, ma se il cibo scarseggia uno o più pulcini possono morire di fame. I pulcini incustoditi possono essere predati dai corvi, cornacchie, buceri e grossi gufi.
I pulcini nascono coperti da un piumino grigio-bianco che diventa più scuro dopo due settimane. La zampe e la pelle nuda del viso sono gialle. Le piume della cresta compaiono al 21º giorno, mentre le piume di volo compaiono al 28º giorni. Dopo il 40º giorno i pulcini sono in grado di alzarsi in piedi e nutrirsi da soli, anche se i genitori continueranno ad imbeccarli per qualche tempo. A 60 giorni, i giovani ora completamente piumati iniziano a sbattere le ali. Il loro aumento di peso in questo periodo cambia da 56 grammi alla schiusa, a 500 grammi a 20 giorni, 1,1 kg a 30 giorni, 1,7 kg a 40 giorni, 2 kg a 50 giorni, 2,5 kg a 60 giorni, e 3 kg a 70 giorni. I giovani infine lasciano il nido a 65-106 giorni di età, anche se in genere la maggior parte dei giovani non lascia il nido prima dei 75-80 giorni di vita. L'involo avviene abbandonando il nido e usando una planata semi-controllata per raggiungere il terreno. Da quel momento, imparano rapidamente a cacciare al suolo.
I giovani rimangono nel territorio dei genitori prima di disperdersi, all'età di 4-7 mesi. L'età abituale a cui questi uccelli si riproducono per la prima volta è incerta, ma secondo una fonte, un maschio si riprodusse con successo all'età di 2 anni e 9 mesi, un'età piuttosto precoce per un grande rapace.

## Distribuzione e habitat

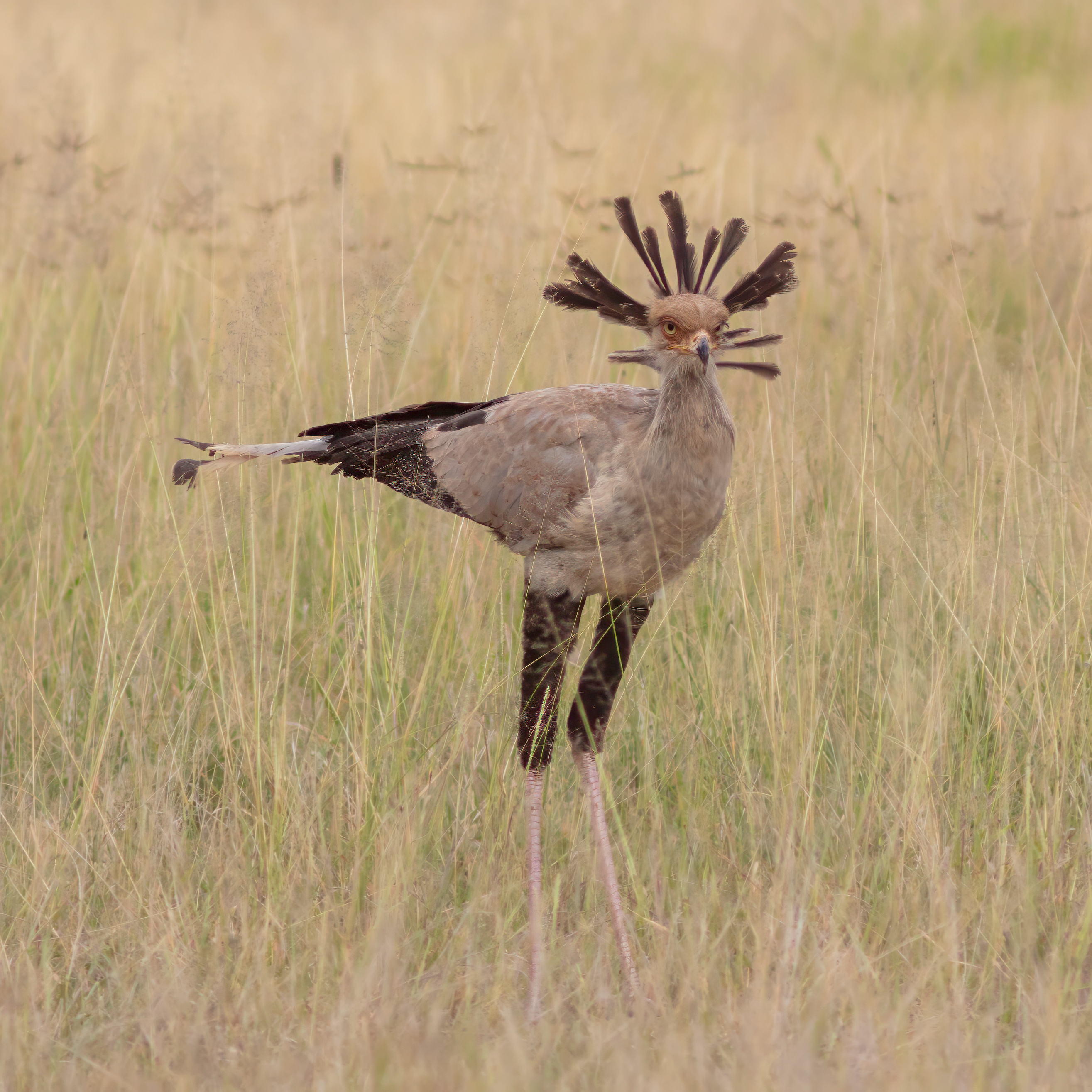
Esemplare fotografato nel parco nazionale di Amboseli, in Kenya.

Il serpentario è un uccello endemico dell'Africa subsahariana e non è un uccello migratore, sebbene possa spostarsi saltuariamente seguendo le piogge e la conseguente abbondanza di prede. Il suo areale si estende dal Senegal alla Somalia e dal sud alla Provincia del Capo, Sudafrica.
La specie può vivere a diverse altitudini, dalle pianure costiere agli altopiani. Questo uccello predilige le praterie aperte, savane e macchie di cespugli bassi (Karoo), piuttosto che foreste e fitte boscaglie che possono ostacolare la sua ricerca del cibo e la possibilità di spiccare il volo. Più specificamente, preferisce le aree con erba alta meno di 50 centimetri ed evita le aree con erba alta più di 1 metro. L'animale è piuttosto raro nelle praterie della parte settentrionale del suo areale, che curiosamente presenta un habitat simile delle aree dell'Africa meridionale dove invece è abbondante, suggerendo che l'animale eviti regioni più calde. Evita anche i deserti, che sono privi di riparo dal sole, luoghi dove nidificare e offrono poche prede. Nidifica sugli alberi, specialmente sulle acacie, ma passa quasi tutta la giornata a terra.

## Tassonomia

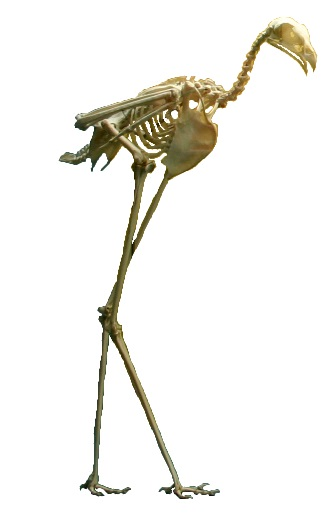
Scheletro di un serpentario

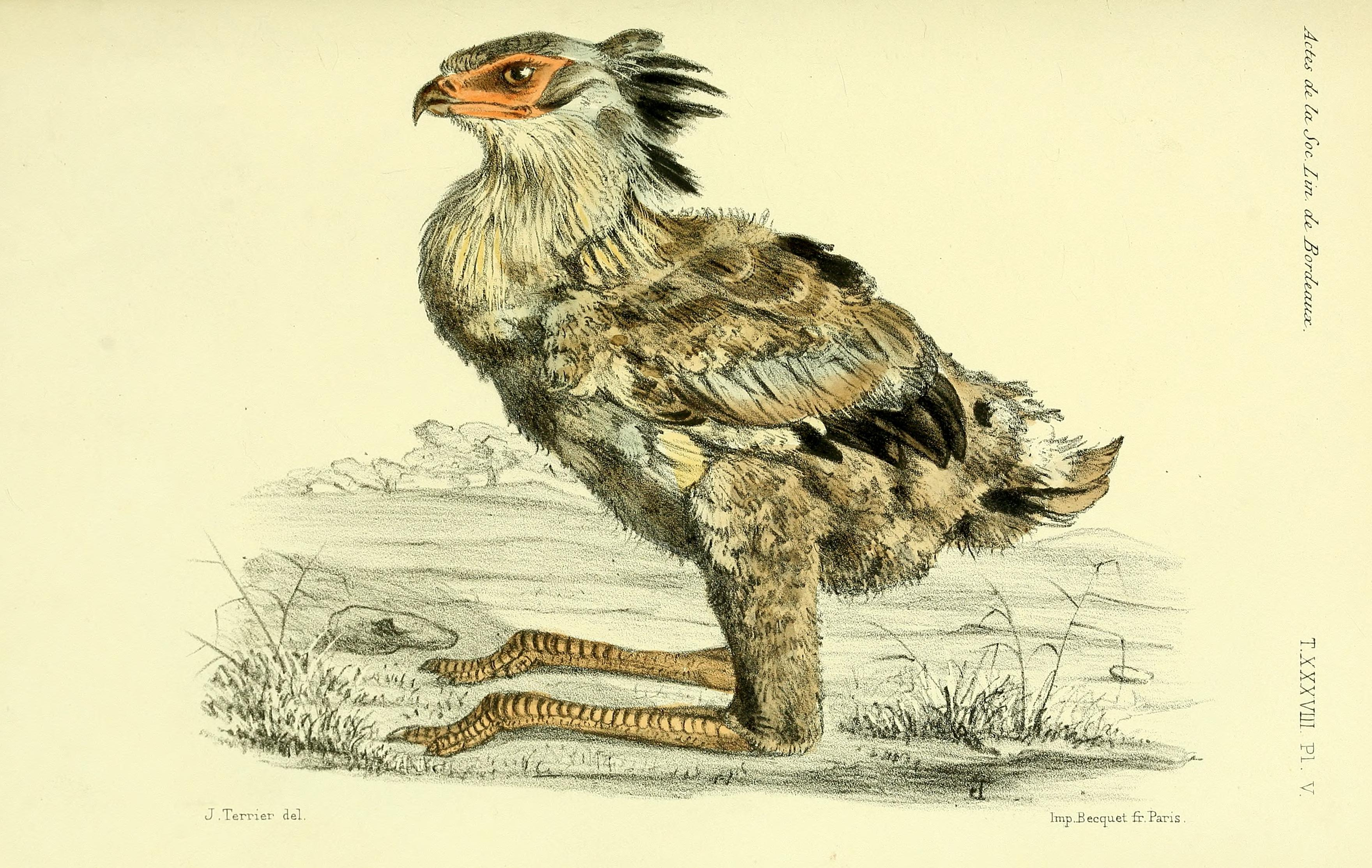
Illustrazione di un pulcino, da Faune de la Sénégambie (1883), di Alphonse Trémeau de Rochebrune

Nel 1769, il naturalista olandese Arnout Vosmaer descrisse il serpentario sulla base di un esemplare vivo che gli era stato inviato nei Paesi Bassi da Capo di Buona Speranza due anni prima da un funzionario della Compagnia olandese delle Indie orientali. Vosmaer suggerì che la specie fosse chiamata "sagittario" dai coloni olandesi perché si pensava che la sua andatura elegante assomigliasse a quella di un arciere. Vosmaer menzionò anche che l'uccello era conosciuto come "secretarius" dai contadini locali che avevano addomesticato l'uccello per combattere i parassiti intorno alle loro fattorie, e propose che la parola "secretarius" potesse essere una corruzione di "sagittarius". Tuttavia, Ian Glenn dell'Università del Free State suggerisce che il "sagittario" di Vosmaer sia una forma di "secretarius" mal interpretata o trascritta in modo errato, piuttosto che il contrario..
Nel 1779 l'illustratore inglese John Frederick Miller inserì una tavola a colori dell'uccello nelle sue Icones animalium et plantarum e coniò il nome binomiale Falco serpentarius. Essendo il più antico nome specifico pubblicato, serpentarius ha la priorità sui nomi scientifici successivi. La specie fu assegnata al proprio genere Sagittarius solo nel 1783 dal naturalista francese Johann Hermann nella sua Tabula affinitatum animalium. Il nome del genere, Sagittarius, è latino per "arciere", e l'epiteto specifico, serpentarius, viene dal latino serpens che significa "serpe" o "serpente", riferendosi all'abilità di questo uccello come cacciatore di serpenti. Una seconda edizione delle tavole di Miller fu pubblicata nel 1796 come Cimelia physica, con testi aggiunti del naturalista inglese George Shaw, che chiamò l'animale Vultur serpentarius. Il naturalista francese Georges Cuvier eresse il genere Serpentarius nel 1798, e il naturalista tedesco Johann Karl Wilhelm Illiger eresse il (ora sinonimo) genere Gypogeranus, formato dalle parole greche gyps ossia "avvoltoio" e geranos ossia "gru", nel 1811.
Nel 1835, il naturalista irlandese William Ogilby parlò a una riunione della Zoological Society of London e propose l'istituzione di tre specie distinte di serpentario, distinguendo gli esemplari di Senegambia per la larghezza delle penne della nuca, maggiore di quella degli esemplari sudafricani. L'esistenza di terza presunta specie era stata riportata dalle Filippine sulla base di alcuni manoscritti di Pierre Sonnerat nel suo Voyage à la Nouvelle-Guinée. Tuttavia, non ci sono altre prove dell'esistenza di questo taxon. Oggi, nonostante il suo vasto areale, il serpentario è considerato monotipico, e non ha sottospecie.
Le relazioni evolutive del serpentario con gli altri rapaci sono state oggetto di discussione per lungo tempo tra gli ornitologi. La specie era solitamente collocata nella propria famiglia Sagittariidae nell'ordine dei Falconiformes. Nel 2008, un ampio studio filogenetico molecolare ha dimostrato che il serpentario è gemello ad un clade contenente i falchi pescatori della famiglia Pandionidae e nibbi, poiane e aquile della famiglia Accipitridae. Lo stesso studio ha dimostrato che i falchi dell'ordine Falconiformes erano solo lontanamente imparentati con gli altri rapaci diurni. Le famiglie Cathartidae, Sagittariidae, Pandionidae e Accipitridae furono quindi trasferiti da Falconiformes al re-istituito Accipitriformes. Un successivo studio filogenetico molecolare pubblicato nel 2015 ha confermato questa classificazione.
I primi fossili associati alla famiglia Sagittariidae sono due specie del genere Pelargopappus. Le due specie, rispettivamente dell'Oligocene e del Miocene, sono state scoperte in Francia. Le zampe di questi uccelli fossili sono molto più simili a quelli degli Accipitridae; il che suggerisce che queste caratteristiche siano ancestrali all'interno della famiglia. Nonostante l'età a cui risalgono, le due specie non sono ritenute ancestrali rispetto al serpentario. Sebbene fortemente convergente con il moderno serpentario, si pensa che l'estinto Apatosagittarius sia in realtà un accipitride.
L'Unione Internazionale degli Ornitologi ha designato "uccello segretario" (secretary bird in inglese) come nome comune ufficiale della specie. Nel 1780, il poliedrico francese Georges-Louis Leclerc, conte di Buffon, suggerì che il nome secretary/secrétaire fosse stato scelto per via delle lunghe penne che l'animale presenta sulla nuca, che ricordavano le penna d'oca che gli antichi scribacchini tenevano dietro le orecchie. Nel 1977, C. Hilary Fry dell'Università di Aberdeen suggerì che "segretario" provenisse dalla parola francese secrétaire, una corruzione dell'arabo صقر الطير saqr et-tair che significa "falco del semi-deserto" o "falco che vola". Glenn ha respinto questa etimologia sulla base del fatto che non ci sono prove che il nome provenisse dal francese, sostenendo invece l'etimologia di Buffon; vale a dire che la parola deriva dall'olandese secretaris ossia "segretario", usato dai coloni in Sudafrica.
Di seguito un cladogramma che mostra il posizionamento del serpentario all'interno dell'ordine Accipitriformes. Il cladogramma si basa su un'analisi filogenetica molecolare pubblicata nel 2008.
|  | \| \| Pandionidae – Falco pescatore (2 specie) \| \| \| \| \| \| Accipitridae – Nibbi, poiane e aquile (256 specie) \| \| \| \| |
|  | |
|  | Pandionidae – Falco pescatore (2 specie)                                                                                        |
|  | |
|  | Accipitridae – Nibbi, poiane e aquile (256 specie)                                                                              |
|  | |

|  | Pandionidae – Falco pescatore (2 specie)           |
|  |                                                    |
|  | Accipitridae – Nibbi, poiane e aquile (256 specie) |
|  |                                                    |

|  | \| \| Pandionidae – Falco pescatore (2 specie) \| \| \| \| \| \| Accipitridae – Nibbi, poiane e aquile (256 specie) \| \| \| \| |
|  | |
|  | Pandionidae – Falco pescatore (2 specie)                                                                                        |
|  | |
|  | Accipitridae – Nibbi, poiane e aquile (256 specie)                                                                              |
|  | |

|  | Pandionidae – Falco pescatore (2 specie)           |
|  |                                                    |
|  | Accipitridae – Nibbi, poiane e aquile (256 specie) |
|  |                                                    |

|  | \| \| Pandionidae – Falco pescatore (2 specie) \| \| \| \| \| \| Accipitridae – Nibbi, poiane e aquile (256 specie) \| \| \| \| |
|  | |
|  | Pandionidae – Falco pescatore (2 specie)                                                                                        |
|  | |
|  | Accipitridae – Nibbi, poiane e aquile (256 specie)                                                                              |
|  | |

|  | Pandionidae – Falco pescatore (2 specie)           |
|  |                                                    |
|  | Accipitridae – Nibbi, poiane e aquile (256 specie) |
|  |                                                    |

|  | \| \| Pandionidae – Falco pescatore (2 specie) \| \| \| \| \| \| Accipitridae – Nibbi, poiane e aquile (256 specie) \| \| \| \| |
|  | |
|  | Pandionidae – Falco pescatore (2 specie)                                                                                        |
|  | |
|  | Accipitridae – Nibbi, poiane e aquile (256 specie)                                                                              |
|  | |

|  | Pandionidae – Falco pescatore (2 specie)           |
|  |                                                    |
|  | Accipitridae – Nibbi, poiane e aquile (256 specie) |
|  |                                                    |

### Sinonimi
I sinonimi di questa specie comprendono:
- Falco serpentarius J. F. Miller
- Otis serpentarius Scopoli, 1786
- Vultur serpentarius Latham, 1790
- Vultur secretarius Shaw, 1796
- Secretarius reptilivorus Daudin, 1806
- Serpentarius africanus Shaw, 1809
- Gypogeranus serpentarius Illiger, 1811
- Ophiotheres cristatus Vieillot, 1819
- Gypogeranus reptilivorus Ranzani, 1823
- Gypogeranus africanus Stephens, 1826
- Serpentarius cristatus R. Lesson, 1831
- Gypogeranus capensis Ogilby, 1835
- Gypogeranus philippensis Ogilby, 1835
- Gypogeranus gambiensis Ogilby, 1835
- Serpentarius reptilivorus Gray, 1840
- Serpentarius secretarius Gray, 1848
- Sagittarius secretarius Strickland, 1855
- Serpentarius orientalis J. Verreaux, 1856
- Astur secretarius Schlegel, 1862

## Conservazione

### Minacce e conservazione
Nel 1968, la specie entrò sotto la protezione dalla Convenzione africana sulla conservazione della natura e delle risorse naturali. Nel 2016, l'Unione internazionale per la conservazione della natura (IUCN) ha elencato il serpentario come specie Vulnerabile. Nel 2020, il suo stato è stato cambiato a specie in Pericolo, a causa del rapido declino della popolazione in tutto il suo areale. Sebbene diffusa, la specie è distribuita in modo sparso in tutto il suo areale; la popolazione totale di questi uccelli è stata stimata, nel 2016, tra i 6.700 e i 67.000 individui. Il monitoraggio a lungo termine in Sudafrica tra il 1987 e il 2013 ha mostrato che le popolazioni sono diminuite in tutto il paese, anche in aree protette come il Kruger National Park a causa dell'aumento di boscaglie ricche di cespugli, un aumento di vegetazione alta, e la conseguente perdita dell'habitat aperto che l'animale predilige.
Come popolazione, il serpentario è principalmente minacciato dalla perdita dell'habitat a causa della frammentazione dovuta alla costruzione di strade e del pascolo eccessivo nelle praterie da parte del bestiame. È stato registrato un certo adattamento alle nuove aree modificate dall'uomo, ma questa tendenza è in declino.

### In cattività
Il primo esemplare nato in cattività nacque nel 1986 allo zoo di Oklahoma City. Sebbene i serpentari costruiscano normalmente i loro nidi sugli alberi in natura, gli uccelli in cattività realizzano i loro nidi a terra, il che li rende vulnerabili alla predazione da parte dei mammiferi selvatici locali. Pertanto, il personale degli zoo rimuove le uova dal nido ogni volta che vengono deposte in modo che possano essere incubate e schiuse in un luogo più sicuro. La specie è stata anche allevata in cattività allo Zoo Safari Park di San Diego.

## Interazioni con l'uomo

Il serpentario è raffigurato sullo stemma del Sudan

Il serpentario è raffigurato su un manico di un coltello d'avorio recuperato da Abu Zaidan nell'Alto Egitto, risalente alla cultura Naqada III (circa 3.200 a.C.). Questo e altri manici di coltelli indicano che questo uccello storicamente era presente anche più a nord lungo il Nilo.
Molti popoli africani ammiravano il serpentario per il suo aspetto elegante e la sua capacità di uccidere i serpenti. In quanto tale, l'animale era salvo dalla caccia da parte delle popolazioni locali, sebbene ciò stia cambiando con il declino delle osservanze tradizionali. L'uccello è anche parte dello stemma del Sudafrica, adottato nel 2000. Con le sue ali spiegate, rappresenta la crescita, e la sua inclinazione per l'uccisione dei serpenti è simbolica come protettore del Sudafrica contro i nemici. È anche presente sull'stemma del Sudan, adottato nel 1969, sulla bandiera presidenziale sudanese e sul sigillo presidenziale. L'uccello è un motivo comune nei francobolli dei paesi africani: sono noti oltre un centinaio di francobolli di 37 emittenti, inclusi alcuni di enti che emettono francobolli come Ajman, Manama e Maldive, regioni in cui l'uccello non è diffuso, nonché le Nazioni Unite.
I Maasai lo chiamano ol-enbai nabo, o "una freccia", riferendosi alle piume della cresta. I Maasai usavano parti dell'uccello nella medicina tradizionale: le sue piume potevano essere bruciate e il fumo risultante inalato per curare l'epilessia, le sue uova potevano essere consumate con il tè due volte al giorno per curare il mal di testa e il suo grasso poteva essere bollito e bevuto per la crescita dei bambini o la salute del bestiame.[52] Gli Xhosa chiamano l'uccello inxhanxhosi e gli attribuiscono una grande intelligenza nel loro folklore. Gli Zulu invece lo chiamano intungunono.
Nel 2008, il biologo tedesco Ragnar Kinzelbach propose che l'uccello fosse registrato nell'opera del XIII secolo De arte venandi cum avibus del Sacro Romano Impero di Federico II. Descritta come bistarda deserti, è stata scambiata per un'otarda. Molto probabilmente Federico venne a conoscenza dell'animale da fonti in Egitto. Il sacerdote e viaggiatore francese del XVI secolo André Thevet scrisse una descrizione di un misterioso uccello nel 1558 che è stato paragonato da Kinzelbach a questa specie.
Più recentemente, il serpentario è comparso anche in alcuni cartoni: nel film Disney Pomi d'ottone e manici di scopa (1971), uno degli abitanti di Naboombu, l'assistente di re Leonida, è un serpentario; Nell'anime Aggretsuko (2016), il personaggio di Washimi è un serpentario, così come nel film d'animazione Flow - Un mondo da salvare (2024), uno degli animali protagonisti è proprio il serpentario.